# Calverton (Nottinghamshire)
Pour les articles homonymes, voir Calverton.
Calverton est une paroisse civile et un village du Nottinghamshire, en Angleterre.